# Armée de terre (France)
Pour les autres articles nationaux ou selon les autres juridictions, voir Armée de terre.
L'Armée de terre est l'une des composantes des Forces armées françaises. Comme les autres composantes — la Marine nationale, l'Armée de l'air et de l'espace, la Gendarmerie nationale et les services de soutien interarmées —, elle est placée sous la responsabilité du Gouvernement de la République française,.
La préparation opérationnelle des unités de l'Armée de terre est placée sous l'autorité du chef d'état-major de l'Armée de terre (CEMAT), qui est le général d'armée Pierre Schill depuis le 22 juillet 2021. Il est responsable, devant le chef d'état-major des armées (CEMA) et le ministre des Armées, de l'organisation, de la préparation, de l'emploi de ses forces ainsi que de la planification et la programmation de ses moyens, équipements et matériels futurs.
En opération, les unités de l'Armée de terre sont placées sous l'autorité du chef d'état-major des armées (CEMA) Fabien Mandon, qui est responsable, devant le président de la République, de la planification et de l'emploi des forces.
Elle a été fondée par Charles VII le 26 mai 1445, avec les compagnies d'ordonnance. Redevenue entièrement professionnelle depuis le départ des derniers appelés en 2001, l'armée de Terre dispose en 2023 d’un effectif de 119 766 militaires d'active dont 7 915 civils.

## Historique

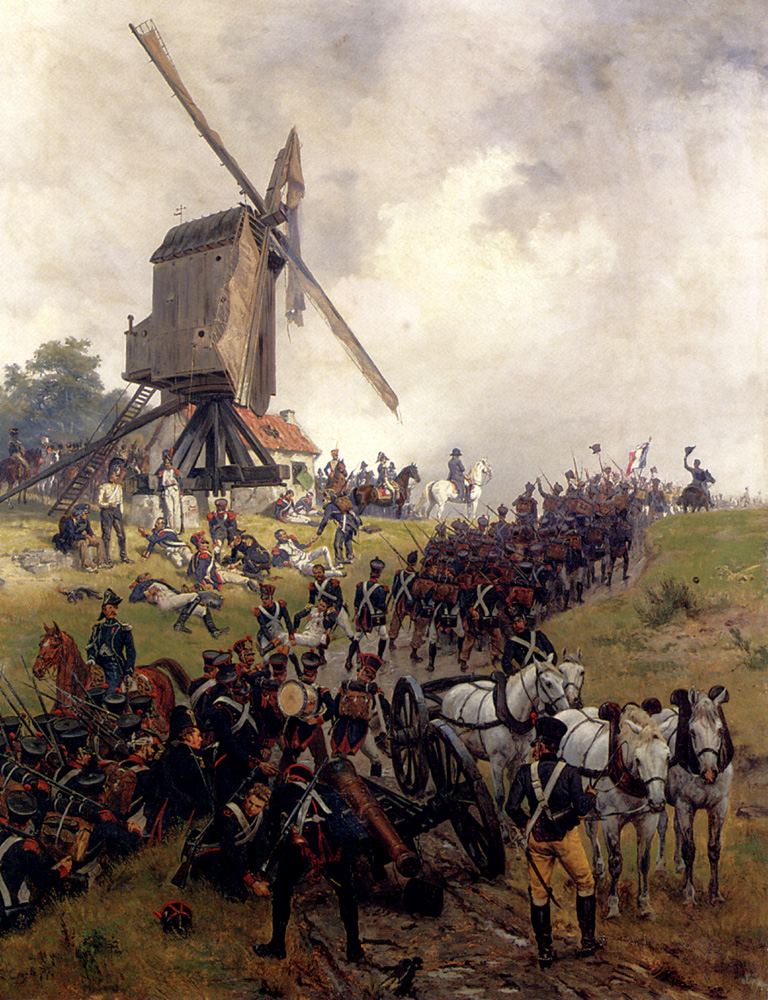
L'armée du Nord à la bataille de Ligny, le 16 juin 1815. Peinture d'Ernest Crofts, 1875.

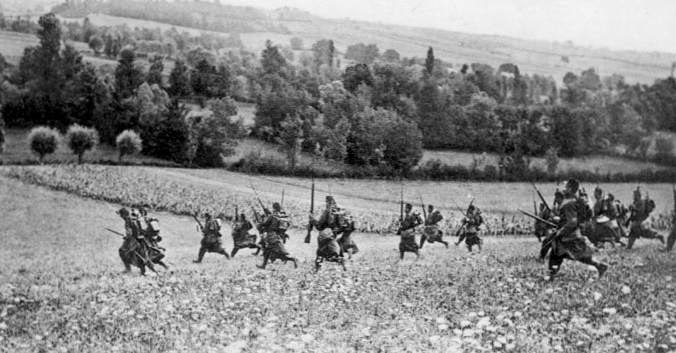
Assaut de l'infanterie française lors des grandes manœuvres de 1913.

Au Moyen Âge, les fortes rivalités avec l'Angleterre et le Saint-Empire romain germanique provoquent de longues guerres. Au sens strict, même s'il a existé très tôt des « armées en France », « l'Armée française » ne naît que dans les dernières phases de la guerre de Cent Ans avec la création de ses premières unités permanentes : les Compagnies d'ordonnance créées par Charles VII le 26 mai 1445. C'est au XIIIe siècle qu'apparaît un pouvoir royal central suffisamment puissant pour créer un État unifié durable et la France devient une des nations les plus puissantes d'Europe. Mais quelques siècles plus tard, les guerres de religion et la puissance grandissante de l'Espagne remettent en cause cette suprématie.
Les guerres de Louis XIV au XVIIe et au début du XVIIIe siècle ont laissé une France territorialement plus grande, mais en faillite. Plus tard, la rivalité avec la Grande-Bretagne, qui a supplanté la concurrence avec l'Espagne, mène à la perte des possessions nord-américaines (régions de la baie d'Hudson, Acadie, puis l'intégralité du Canada français, voir Traité de Paris (1763)) et l'esprit de revanche sont des motifs qui poussent la France à apporter son aide aux colons américains en révolte contre Londres lors de la guerre d'indépendance des futurs États-Unis d'Amérique. Après une période de troubles révolutionnaires, les guerres napoléoniennes apportent à la France un rayonnement qui reste inégalé. Au XIXe siècle, la France, comme les grands empires, se concentre sur la pérennisation de ses colonies.
La rivalité franco-allemande, qui naît dans le courant du XIXe siècle, aboutit d'abord à la guerre contre la Prusse, se ravive lors la Première Guerre mondiale, et trouve son paroxysme avec la Seconde Guerre mondiale, où les Alliés se liguent contre l'Axe Rome-Berlin. La conflagration laisse des pays affaiblis politiquement, et militairement dominés par deux superpuissances, les États-Unis et l'URSS lors de la guerre froide. Mais ces deux guerres mondiales, en réduisant la rivalité franco-allemande, ont eu un effet positif en préparant le terrain à l'idée d'intégration européenne : économiquement, politiquement et militairement.
Parallèlement à ces enjeux européens, l'armée française a tenu un rôle important dans la création d'un vaste empire colonial, qui survit jusqu'à la fin de la guerre d'Algérie. Par la suite, bien que toujours engagée aux côtés du bloc de l'Ouest, elle marque sa différence, en développant sa propre force de dissuasion nucléaire et en quittant le commandement intégré de l'OTAN en 1966.
Stratégiquement, la France reste longtemps influencée par l'idée d'une défense sur des frontières « naturelles » réelles ou supposées du pays : le Rhin au nord et à l'est, le massif du Jura et les Alpes à l'est et les Pyrénées au sud. L'armée française est, par son histoire, souvent pionnière de nombreuses innovations techniques et tactiques.
Aujourd'hui, les interventions militaires françaises sont le plus souvent des opérations de maintien de la paix dans ses anciennes colonies ou dans des points chauds du monde, avec ses alliés de l'OTAN, organisation avec laquelle elle renforce ses liens en 1995, près de trente ans après son départ du commandement intégré, qu'elle réintègre en 2009.

## Organisation générale

L'Hexagone Balard au sein duquel se situe l'état-major de l'Armée de terre.

L'organisation de l'Armée de terre est fixée par le chapitre 2 du titre II du livre II de la troisième partie du code de la Défense, résultat de la codification notamment du décret no 2000-559 du 21 juin 2010.
Aux termes de l'article R.3222-3 du code de la Défense, l'Armée de terre comprend :
- l'état-major de l'Armée de terre (EMAT), qui assure la direction générale et la gestion de l'ensemble des composantes ;
- l'inspection de l'Armée de terre ;
- la direction des ressources humaines de l'Armée de terre (DRHAT, ancienne DPMAT, direction du personnel militaire de l'Armée de terre) ;
- les forces ;
- une organisation territoriale en six zones (Île-de-France, Nord-Ouest, Nord-Est, Sud-Ouest, Sud-Est et Sud[11])[12] ;
- les services ;
- les organismes chargés de la formation du personnel et de l'enseignement militaire supérieur.

Toutes ces composantes sont placées sous le commandement du chef d'état-major de l'Armée de terre (CEMAT).

### Les forces
Depuis les réorganisations de 2016 et 2024, l'Armée de terre compte plusieurs commandements directement subordonnés à l'état-major de l'Armée de terre :
- le commandement de la force et des opérations terrestres (CFOT) ;
- le commandement du combat futur (CCF) ;
- le commandement territorial de niveau zonal (COM ZT) ;
- le commandement de l'aviation légère de l'Armée de terre (COM ALAT) ;
- le commandement de la Légion étrangère (COM LE).

Le commandement de la force et des opérations terrestres encadre les deux divisions interarmes, les quatre commandements Alpha (appui et logistique de théâtre, appui  numérique et cyber, actions dans la profondeur et renseignement, actions spéciales) et le commandement de l'entrainement au combat interarmes.

### Les écoles
L'Académie militaire de Saint-Cyr Coëtquidan, l'école nationale des sous-officiers d'active de Saint-Maixent et les lycées de la Défense sont rattachés depuis 2016 au commandement RH-formation de la direction des ressources humaines de l'Armée de terre.
L'Armée de terre comprend aussi, pour la doctrine, le centre de doctrine d'emploi des forces.

### Directions et services
La direction des ressources humaines de l'Armée de terre (DRHAT) assure la gestion des ressources humaines (militaires et civils) de l'Armée de terre ainsi que la formation.
La direction centrale de la structure intégrée du maintien en condition opérationnelle des matériels terrestres (DC SIMMT) s'occupe de la maîtrise d'ouvrage déléguée de tous les matériels terrestres de l'Armée française. Le maintien en condition opérationnel du matériel de l'Armée de terre est dirigé par le service de la maintenance industrielle terrestre (SMITer).
Historiquement il existait d'autres services de l'Armée de terre qui ont tous été regroupés avec leurs homologues des autres composantes pour former des organismes dont la compétence s'étend sur toutes les forces armées.
Après le service de santé et le service des essences remplacés respectivement par le service de santé des armées et le service de l'énergie opérationnelle, les autres services ont disparu en quelques années :
- en 2005, le service historique de l'Armée de terre (SHAT) est devenu le département « Terre » du service historique de la Défense ;
- en septembre 2005, la direction centrale du génie (DCG) a fusionné avec ses équivalents de l'Armée de l'air et de la Marine nationale pour former le service d'infrastructure de la Défense, subordonnée au secrétariat général pour l'administration ;
- au 1er janvier 2006, la direction centrale des télécommunications et de l'informatique (DCTEI) a été intégrée à la direction centrale de la direction interarmées des réseaux d'infrastructure et des systèmes d'information (DIRISI) ;
- le commissariat de l'Armée de terre dirigé par la direction centrale du commissariat de l'Armée de terre (DCCAT) a été dissous au 31 décembre 2009 pour être intégré au sein du service du commissariat des armées (interarmées).

### Composantes
L'Armée de terre compte plusieurs « armes » :
- l'infanterie ;
- l'arme blindée et cavalerie (ABC) ;
- l'artillerie ;
- le génie ;
- les troupes de marine composées de :
  - l'infanterie de marine, dont les unités blindées ;
  - l'artillerie de marine ;
- le train ;
- les transmissions ;
- le matériel ;
- l'aviation légère de l'Armée de terre (ALAT), qui possède un commandement particulier.

La Légion étrangère n'est pas une arme, mais dispose d'un commandement particulier dont les unités appartiennent à d'autres armes et brigades.
Elle comprend également le corps technique et administratif, le groupe de spécialités état-major (GSEM) et le cadre spécial.

## Évolutions
L'Armée de terre a connu plusieurs évolutions de sa structure au cours des années 1990 et 2000. Les corps d'armée et plusieurs divisions ont été dissous après la chute du mur de Berlin. La professionnalisation, annoncée par le président Jacques Chirac en 1996, a entraîné la dissolution de nombreux régiments et la disparition des divisions — réduites en brigades — en 1999.
La réduction continue des effectifs jusqu'au milieu des années 2010 provoque également la suppression de certaines brigades et régiments.

### Réorganisation
À la suite de l'attentat contre Charlie Hebdo en janvier 2015 et des attentats du 13 novembre 2015, une réorganisation et une réforme militaire a lieu. Elle consiste a inscrire dans la durée l'opération Sentinelle faisant suite à ces attentats avec une moyenne de 7 000 hommes engagés en permanence sur le territoire national, un chiffre pouvant monter jusqu'à 10 000 en cas de forte tension. Afin de garantir cet effort, il a été décidé courant 2015 d'augmenter le volume des forces opérationnelles terrestres (FOT) de 11 000 hommes, faisant passer son objectif final à 77 000. Après le 13 novembre, l'ensemble des réductions d'effectifs alors en cours ont été annulées, mettant un terme à près de vingt ans de réductions constantes du volume global des forces. Désormais la tendance est au renforcement des unités, à leur consolidation, étant donné que les réductions ont cessé et qu'il convient toujours d'augmenter la force opérationnelle terrestre.
La nouvelle organisation de l'Armée de terre comporte deux divisions regroupant six brigades de combat et les éléments français de la brigade franco-allemande. Ces dernières sont intégrées au programme de modernisation « Scorpion ». La 4e brigade d'aérocombat est réactivée. La réforme prévoit également la création de plusieurs commandements spécialisées du niveau divisionnaire, la création d'une 5e compagnie de combat dans les régiments d'infanterie, la création d'un nouvel escadron de reconnaissance dans les régiments de cavalerie, la création d'un régiment d'infanterie sur la base de la 13e DBLE et d'un nouveau régiment de chars Leclerc via le 5e régiment de dragons.

### Organisation en 2018
- État-major de l'Armée de terre
  - Commandement de l'aviation légère de l'Armée de terre
    - 4e brigade d'aérocombat

  - Commandement des forces spéciales terre
  - Commandement terre pour le territoire national
  - Commandement de la Légion étrangère
  - Commandement des forces terrestres
    - 1re division
      - 7e brigade blindée
      - 9e brigade d'infanterie de marine
      - 27e brigade d'infanterie de montagne
      - Brigade franco-allemande

    - 3e division
      - 2e brigade blindée
      - 6e brigade légère blindée
      - 11e brigade parachutiste

    - Commandement du renseignement
    - Commandement des systèmes d'information et de communication
    - Commandement de la logistique
    - Commandement de l’entraînement et des écoles du combat interarmes
    - État-major spécialisé pour l’outre-mer et l’étranger

  - Structure intégrée du maintien en condition opérationnelle des matériels terrestres
    - Commandement de la maintenance des forces
    - Service de la maintenance industrielle terrestre

  - Direction des ressources humaines de l'Armée de terre
    - Commandement des ressources humaines et de la formation

  - Commandement territorial de niveau zonal

### Organisation en 2024
- État-major de l'Armée de terre
  - Commandement de l'aviation légère de l'Armée de terre

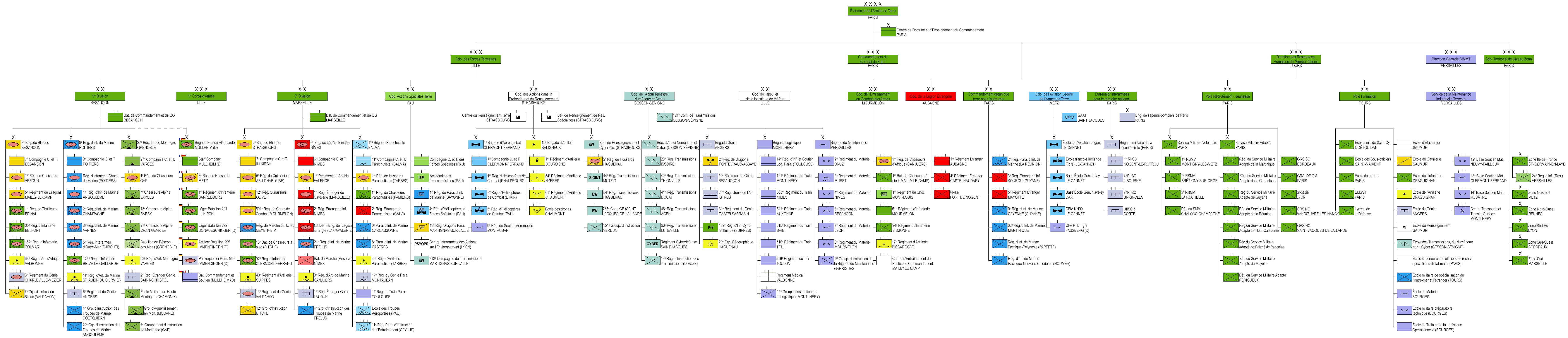
Organisation de l'Armée de terre en 2025.

  - Commandement de la Légion étrangère
  - Commandement de la force et des opérations terrestres
    - Corps de réaction rapide-France
    - Corps européen
    - Commandement terre pour les opérations aéroterrestres en Europe
    - 1re division
      - 7e brigade blindée
      - 9e brigade d'infanterie de marine
      - 27e brigade d'infanterie de montagne
      - Brigade franco-allemande

    - 3e division
      - 2e brigade blindée
      - 6e brigade légère blindée
      - 11e brigade parachutiste

    - Commandement des actions dans la profondeur et du renseignement
      - 4e brigade d'aérocombat
      - Brigade de renseignement et cyber-électronique
      - 19e brigade d'artillerie

    - Commandement de l'appui terrestre numérique et cyber
      - Brigade d'appui numérique et cyber

    - Commandement de l’appui et de la logistique de théâtre
      - Brigade du génie
      - Brigade logistique
      - Brigade de maintenance

    - Commandement de l'entrainement au combat interarmes
    - Commandement des actions spéciales terre

  - Commandement du combat futur
    - Centre de doctrine et d'enseignement du commandement
    - Section technique de l'Armée de terre
    - Force d’expertise du combat Scorpion

  - Direction centrale de la Structure intégrée du maintien en condition opérationnelle des matériels terrestres
    - Service de la maintenance industrielle terrestre

  - Direction des ressources humaines de l'Armée de terre
  - Commandement territorial de niveau zonal
  - État-major interarmées du territoire national métropolitain division terre
    - Brigade de sapeurs-pompiers de Paris
    - Brigade militaire de la sécurité civile

## Effectifs

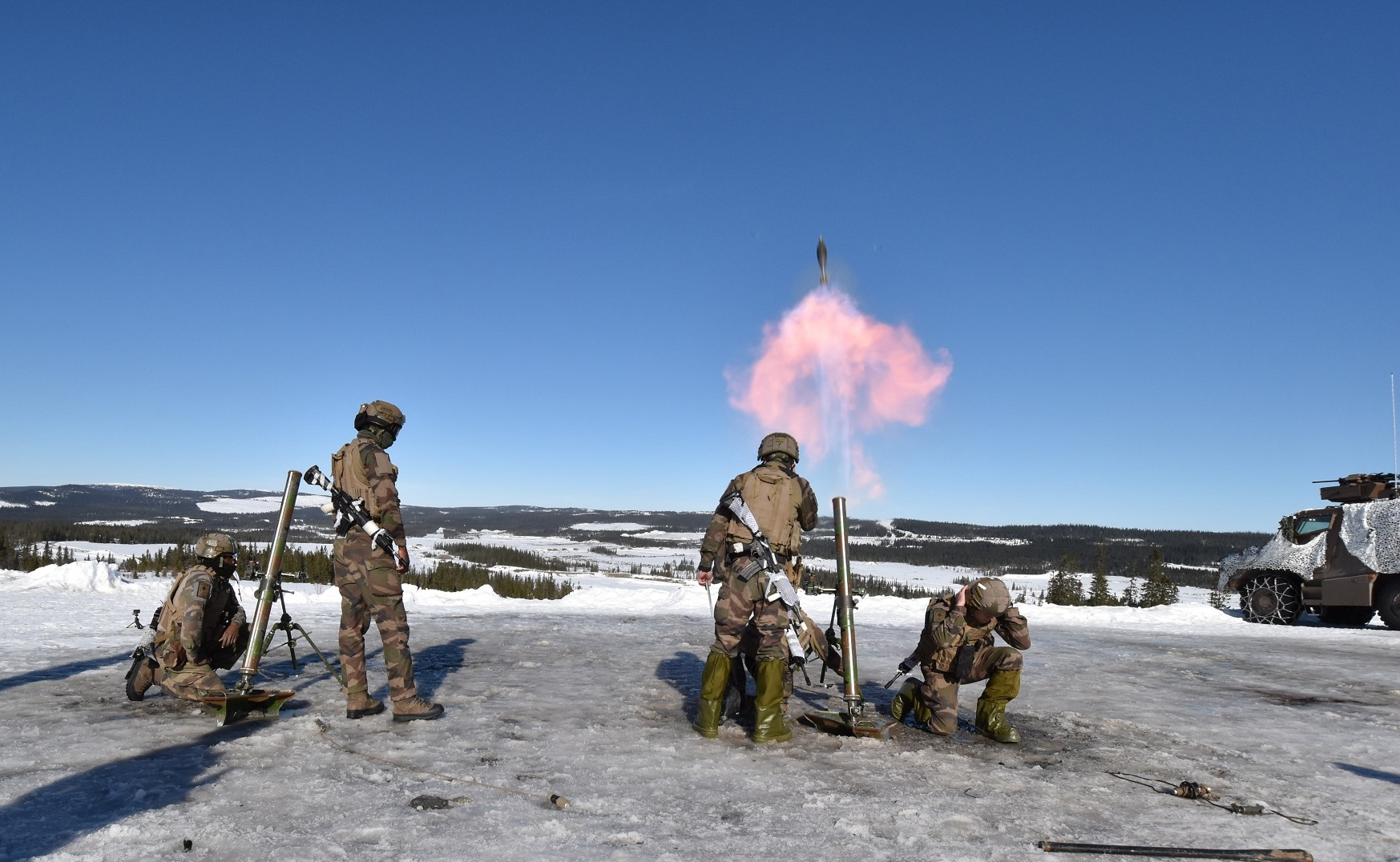
Exercez la réponse au froid. Norvège, 2022

En 2023, l'Armée de terre compte 119 766 militaires d’active (ne sont pas pris en compte les militaires employés par d’autres ministères ou des collectivités territoriales comme la brigade des sapeurs-pompiers de Paris et la brigade militaire de la sécurité civile).
La répartition des effectifs en 2023 est la suivante : 14 566 officiers, 38 270 sous-officiers, 58 637 militaires du rang et 379 volontaires. À ces chiffres s'ajoutent également 7 915 civils et 24 919 personnels réservistes volontaires.
Soit un total de 144 686 personnels dans l'Armée de terre en 2023.

## Équipements

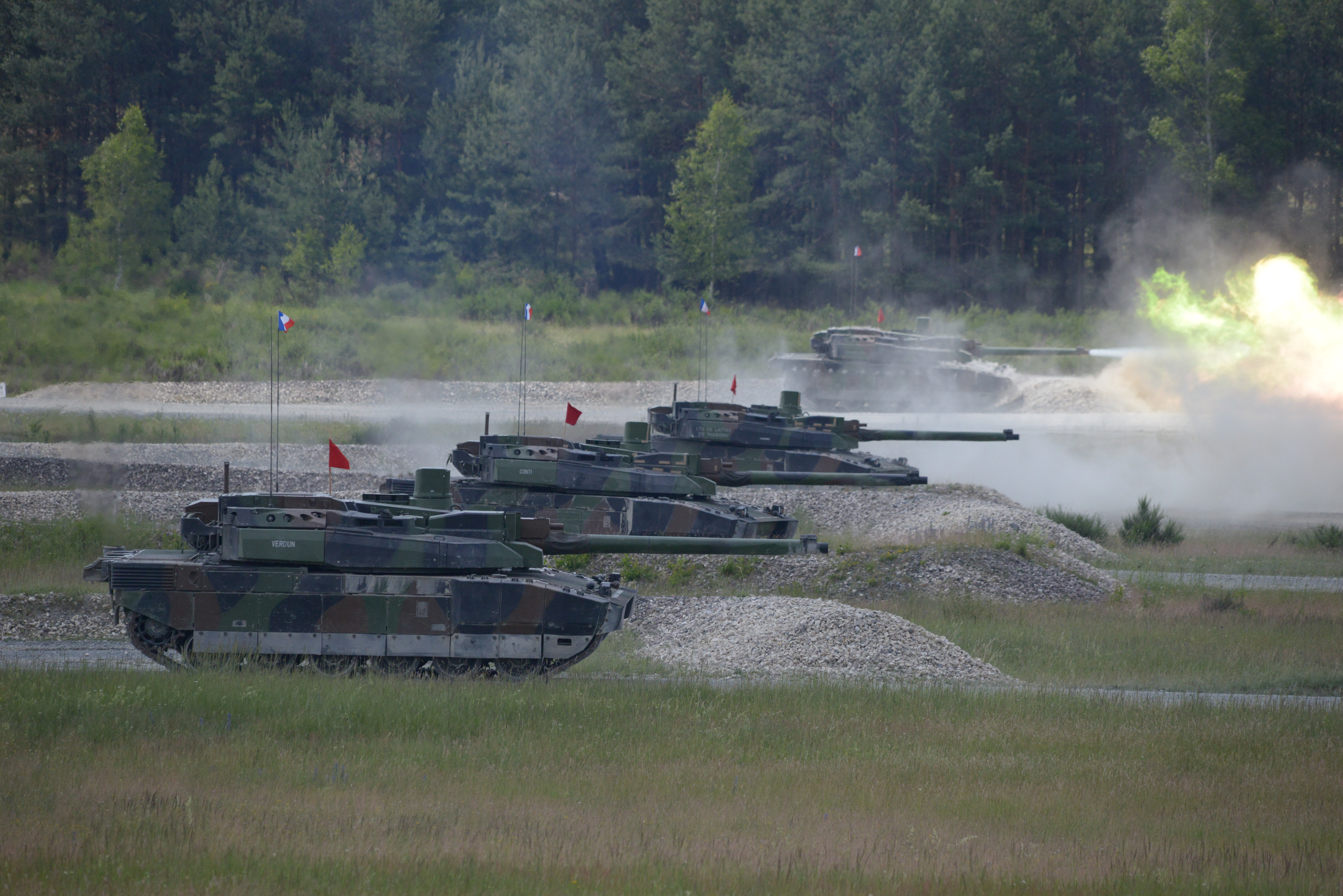
Chars Leclerc, 1er régiment de chasseurs.

L'Armée de terre utilise différentes sortes de véhicules, des chars de combat aux véhicules de transport de troupe, en passant par des hélicoptères de combat.
Au 31 décembre 2023, elle disposait de 222 chars de combat, 187 blindés chenillés, 5 934 blindés à roues, 5 371 véhicules à roues, 215 pièces d'artillerie, 23 075 systèmes Félin, 900 systèmes d'armes antichars, 265 hélicoptères d'attaque, 18 hélicoptères d’entraînement, 14 avions de liaison, 194 systèmes d'armes sol-air et 1 830 drones.  

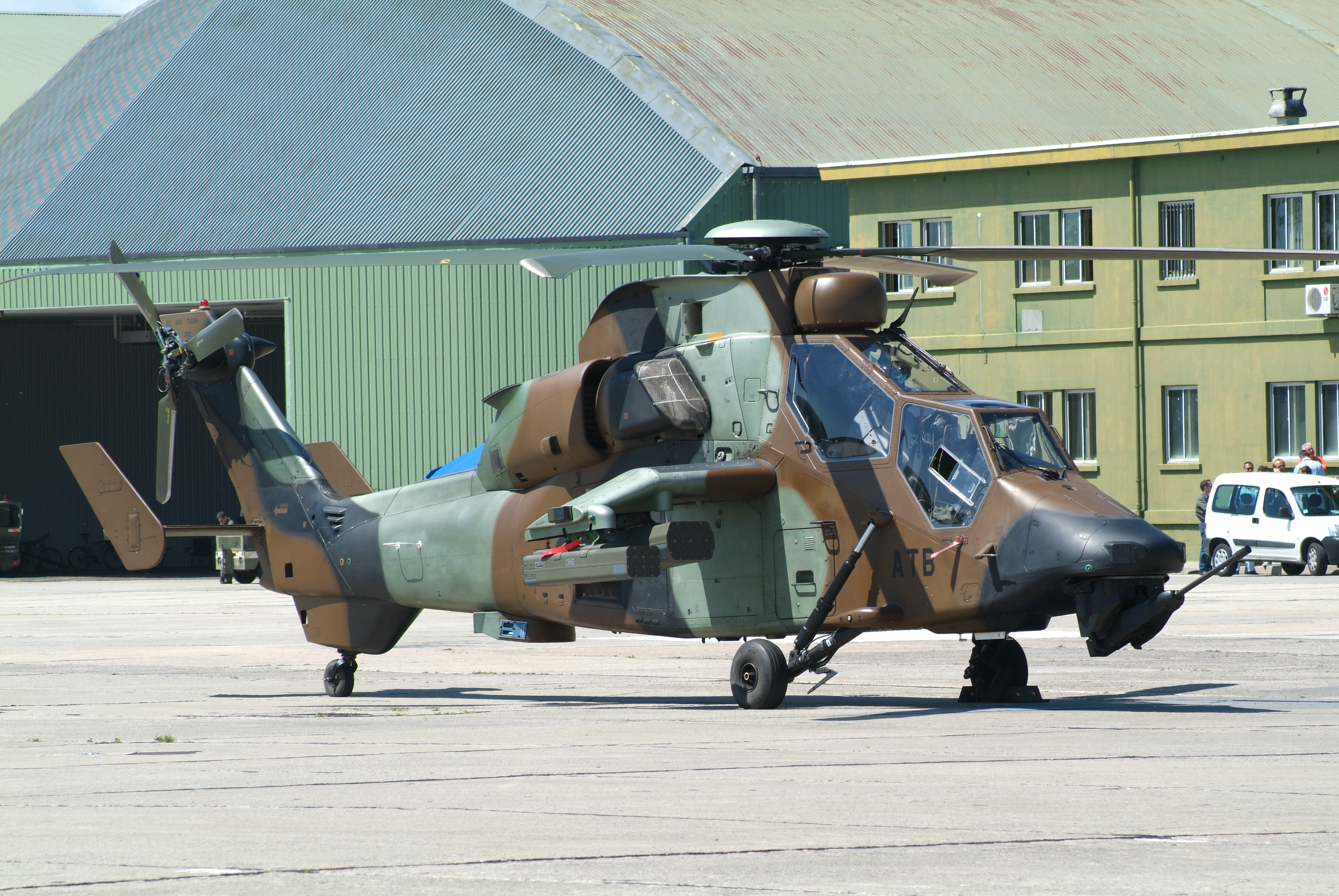
Hélicoptère de combat Tigre de l'Armée de terre.

Un nouveau programme d’armement nommé Scorpion est lancé en 2014 et est composé des éléments suivants :
- Un nouveau système d’information unique, avec un système de simulation ;
- Quatre véhicules blindés pour répondre à tous les besoins : trois nouveaux (GRIFFON, JAGUAR, SERVAL) et un Leclerc rénové (char d'assaut).

De plus, l'Armée de terre sort en simultané son projet « Combattant Scorpion » visant à utiliser des techniques de pointe pour renforcer l'efficacité opérationnelle sur le terrain et améliorer le quotidien du soldat.

## Missions
La protection des citoyens français est assurée par l'Armée de terre à travers deux grands types d’opérations :
- Les opérations intérieures OPINT[15] : l'opération Sentinelle visant à protéger les citoyens français face à la menace terroriste (2015), l'opération Harpie visant à lutter contre l'orpaillage illégal en Guyane ou encore l'opération Héphaïstos visant à lutter contre les feux de forêt dans le Sud de la France ;
- Les opérations extérieures OPEX : protection des intérêts internationaux de la France à l'étranger avec l'opération Chammal en Syrie et en Irak.

## Impact écologique et responsabilité environnementale
Le ministère des Armées a une responsabilité environnementale importante. Le ministère dispose de 27 500 km2[réf. nécessaire] de domaine foncier destiné à 70 % à l’entraînement des forces armées. 80% des terrains militaires en métropole font l’objet d’un classement au titre de la biodiversité (classement au titre des réserves naturelles, réseau Natura 2000, etc.) ou font partie d'une zone naturelle d'intérêt écologique, faunistique et floristique. Le ministère des Armées se fixe l’objectif de réduire la consommation d’énergie de 10 % d’ici à 2024 par rapport aux consommations de 2019 sur le périmètre des consommations non opérationnelles.
En 2019, l'Armée de terre a consommé 835 millions de litres de produits pétroliers, 1,3 TWh d'électricité, 1,1 TWh de gaz et 0,5 TWh issu d'autres sources.